# Stephan Keller
Stephan Keller (ur. 31 maja 1979 w Zurychu) – szwajcarski piłkarz występujący na pozycji obrońcy, a także trener.

## Kariera klubowa
Keller karierę rozpoczynał w 1998 roku w pierwszoligowym klubie Grasshoppers Zurych. Przez rok w jego barwach nie zagrał jednak ani razu. W 1999 roku przeszedł do pierwszoligowego zespołu, Neuchâtel Xamax. W 2001 roku, po spadku Neuchâtel do drugiej ligi, odszedł do SC Kriens, także grającego na zapleczu ekstraklasy.
Na początku 2002 roku Keller podpisał kontrakt z pierwszoligowym FC Zürich. Na początku 2004 roku został wypożyczony do również grającego w ekstraklasie FC Aarau, gdzie grał do końca sezonu 2003/2004. W połowie 2004 roku podpisał kontrakt z niemieckim drugoligowcem, Rot-Weiß Erfurt. Spędził tam rok.
W 2005 roku Keller odszedł do holenderskiego RKC Waalwijk z Eredivisie. Zadebiutował tam 13 sierpnia 2005 roku w wygranym 2:1 pojedynku z Willem II Tilburg. 17 września 2005 roku w wygranym 2:0 spotkaniu z Heraclesem Almelo strzelił pierwszego gola w Eredivisie. W RKC spędził 2 lata.
W 2007 roku Keller przeszedł do De Graafschap, także grającego w Eredivisie. Pierwszy ligowy mecz zaliczył tam 19 sierpnia 2007 roku przeciwko Ajaksowi (1:8). Przez 2 lata w barwach De Graafschap rozegrał 50 spotkań i zdobył 5 bramek.
W 2009 roku podpisał kontrakt z australijskim Sydney FC. W A-League zadebiutował 8 sierpnia 2009 roku w wygranym 3:2 pojedynku z North Queensland Fury. W 2010 roku zdobył z zespołem mistrzostwo A-League. W 2011 roku Keller wrócił do Holandii, gdzie został graczem drugoligowego Willem II Tilburg. W 2012 roku zakończył tam karierę.

## Kariera reprezentacyjna
W reprezentacji Szwajcarii Keller zadebiutował 21 sierpnia 2002 roku w wygranym 3:2 towarzyskim meczu z Austrią. W latach 2002–2003 w drużynie narodowej rozegrał 3 spotkania. W 2002 roku wraz z kadrą U-21 wywalczył wicemistrzostwo Europy.